# BLOOD QUEEN
『BLOOD QUEEN』（ブラッド クイーン）は、2007年5月9日にLantisから発売された美郷あき9作目のシングル。

## 解説
前作「もう愛しかいらない」から3ヵ月半ぶりのリリースとなる2007年2作目のシングル。表題曲「BLOOD QUEEN」は、TBS系テレビアニメ『怪物王女』オープニングテーマとして使用された。

## 収録曲
（全作詞：畑亜貴、作曲：黒須克彦）
1. BLOOD QUEEN [3:41] 
  - 編曲：鈴木マサキ
2. 忘却バタフライ [4:10] 
  - 編曲：黒須克彦
3. BLOOD QUEEN (off vocal)
4. 忘却バタフライ (off vocal)

## タイアップ
- TBS系テレビアニメ『怪物王女』オープニングテーマ